# Petrus Andreas van Meeuwen
Petrus Andreas van Meeuwen ('s-Hertogenbosch, 27 januari 1772 - Maastricht, 19 augustus 1848) was een Nederlandse politicus, advocaat, lid van de Tweede Kamer en lid van de Raad van State.

## Carrière
Van Meeuwen groeide op in 's-Hertogenbosch in de katholieke familie Van Meeuwen. Zijn vader, Johannes Petrus van Meeuwen, was erfsecretaris van de raad van de Noord-Brabantse dorpen Oss, Lithoijen, Berghem, Nistelrode en Heeswijk, een ambtelijke functie waar hij de revenuen van trok, maar die hij niet in persoon mocht uitoefenen.
De jonge Van Meeuwen studeerde rechten in Leiden. In 1803 werd hij procureur-generaal van Noord-Brabant. Koning Lodewijk Napoleon maakte hem lid van de Raad van State. Van 1809-1811 was hij algemeen directeur van de Nederlandse douane. Na de bevrijding van de Franse overheersing werd Van Meeuwen directeur van de Nederlandse Domeinen in Noord-Brabant. Van 1817-1842 was hij lid van de Provinciale Staten, en een jaar later werd hij gekozen als lid van de Tweede Kamer voor de provincie Noord-Brabant wat hij zou blijven tot 1842. Voor zijn diensten beloonde koning Willem III hem door hem in 1834 toe te laten tot de ridderschap van Noord-Brabantse met het predicaat jonkheer.

## Privéleven

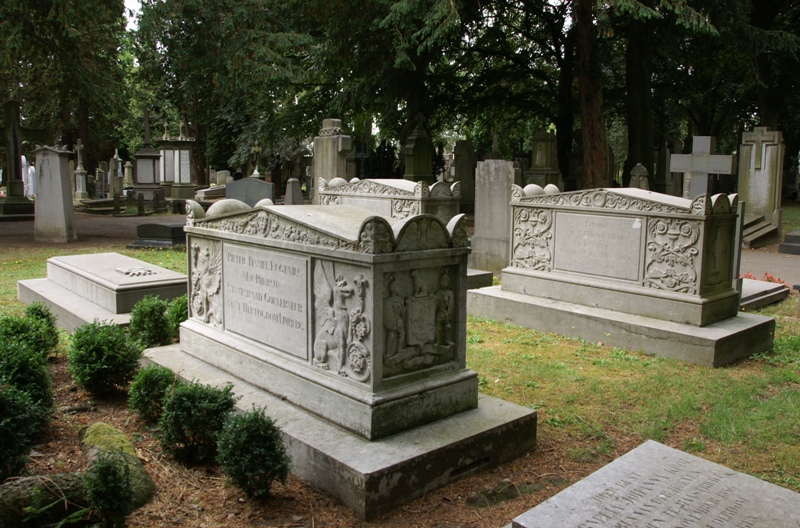
Grafmonumenten van de familie Macpherson-van Meeuwen op de Algemene Begraafplaats Tongerseweg in Maastricht

Van Meeuwen trouwde in Antwerpen in 1800 met Rosa Cornelia Solvijns (1777-1805). Ze kregen een dochter en een zoon, beiden geboren in 's-Hertogenbosch. De zoon was Eduardus Johannes Petrus van Meeuwen.

## Gedelegeerde commissies
- Lid sectie wetgeving en algemene zaken (Staatsraad), van 15 november 1807 tot 30 juni 1808
- Lid financiën (Staatsraad), van 30 juni 1808 tot 1 januari 1809

## Ridderorden
- Orde van de Unie (gegeven door Lodewijk Napoleon), 25 november 1807
- Orde van de Reünie (gegeven door Napoleon), 7 maart 1812
- Orde van de Nederlandse Leeuw